# Железница (Великопольское воеводство)
Железница (пол. Żeleźnica) — село в Польше, входит в Великопольское воеводство, Злотувский повят, Гмина Краенка. Население — 100 человек.